# 吉拉德 (喬治亞州)
吉拉德（英語：Girard）是一個位於美國喬治亞州伯克縣的城鎮。

## 地理
吉拉德的座標為33°02′28″N 81°42′40″W / 33.04111°N 81.71111°W，而該地的平均海拔高度為73米（即240英尺）。

## 人口
根據2010年美國人口普查的數據，吉拉德的面積為8.30平方千米，當中陸地面積為8.20平方千米，而水域面積為0.10平方千米。當地共有人口156人，而人口密度為每平方千米18人。